# Irmtraud Kremp
Irmtraud Kremp (geboren am 25. August 1934 in Essen) ist eine deutsche Übersetzerin und Autorin von Science-Fiction. Ihre Erzählungen und Kurzgeschichten waren fünfmal für den Kurd-Laßwitz-Preis nominiert.

## Bibliografie
Kurzgeschichten
- Das Bild. In: Wolfgang Jeschke (Hrsg.): Science Fiction Story Reader 11. Heyne SF&F #3627, 1979, ISBN 3-453-30538-8.
- Der Spaziergang. In: Wolfgang Jeschke (Hrsg.): Spinnenmusik. Heyne SF&F #3646, 1979, ISBN 3-453-30559-0.
- Kontaktaufnahme. In: Wolfgang Jeschke (Hrsg.): Spinnenmusik. Heyne SF&F #3646, 1979, ISBN 3-453-30559-0.
- Zwiebeln mit blauer Schale. In: Wolfgang Jeschke (Hrsg.): Spinnenmusik. Heyne SF&F #3646, 1979, ISBN 3-453-30559-0.
- Der Tag der goldenen Reifen. In: Wolfgang Jeschke (Hrsg.): Science Fiction Story Reader 13. Heyne SF&F #3685, 1980, ISBN 3-453-30605-8.
- Der Bronzespiegel. In: Wolfgang Jeschke (Hrsg.): Eine Lokomotive für den Zaren. Heyne SF&F #3725, 1980, ISBN 3-453-30629-5.
- Die Stunde des Horus. In: Wolfgang Jeschke (Hrsg.): Science Fiction Story Reader 14. Heyne SF&F #3737, 1980, ISBN 3-453-30640-6.
- Karl. In: Michael Nagula (Hrsg.): Science-Fiction-Stories 90. Ullstein (Ullstein Science Fiction & Fantasy #31031), 1981, ISBN 3-548-31031-1.
- Mary, liebste Schwester. In: Wolfgang Jeschke (Hrsg.): Heyne Science Fiction Magazin, #1. Heyne SF&F #3848, 1981, ISBN 3-453-30777-1.
- Die Glastür. In: Wolfgang Jeschke (Hrsg.): Science Fiction Story Reader 17. Heyne SF&F #3860, 1982, ISBN 3-453-30746-1.
- Spielereien. In: Wolfgang Jeschke (Hrsg.): Science Fiction Story Reader 19. Heyne SF&F #3944, 1983, ISBN 3-453-30872-7.
- Paulette. In: Wolfgang Jeschke (Hrsg.): Science Fiction Story Reader 20. Heyne SF&F #3995, 1983, ISBN 3-453-30931-6.
- Ringelreihen. In: H. J. Alpers (Hrsg.): Science Fiction Almanach 1984. Moewig (Moewig Science Fiction #3628), 1983, ISBN 3-8118-3628-5.
- Cinderella's Castle. In: Wolfgang Jeschke (Hrsg.): Das Gewand der Nessa. Heyne SF&F #4097, 1984, ISBN 3-453-31057-8.
- Nyyli. In: Wolfgang Jeschke (Hrsg.): Langsame Apokalypse. Heyne SF&F #4325, 1986, ISBN 3-453-31319-4.
- Jahre. In: Friedel Wahren (Hrsg.): Isaac Asimov's Science Fiction Magazin 41. Folge. Heyne SF&F #5018, 1993, ISBN 3-453-06599-9.
- Man muss nur daran glauben. In: Gerhard Gruber (Hrsg.): Die schönsten Fantasy Geschichten. Tosa-Verlag, Wien 1996.

Übersetzungen
- Grenzstreifzüge. Zusammengestellt von Manfred Kluge. Heyne TB #3792, 1981, ISBN 3-453-30694-5.
- Eine irre Show. Zusammengestellt von Manfred Kluge. Heyne TB #3811, 1981, ISBN 3-453-30713-5.
- Schöne nackte Welt : Internationale Science-fiction-Erzählungen. Hrsg. von Wolfgang Jeschke. Heyne SF&F #4380, 1980, ISBN 3-453-31375-5.
- Lucius Shepard: Das Leben im Krieg. Heyne SF&F #4555, 1989, ISBN 3-453-03144-X.